# Patricia Adkins Chiti
Patricia Adkins Chiti es una musicóloga involucrada en proyectos por y para las mujeres. Creó la Fundación de mujeres en la Música en los años noventa, y es promotora de proyectos de investigación que corresponden al ámbito musical y por los que es reconocida mundialmente.

## Biografía
Patricia Chiti es un músico profesional y musicólogo. Nacida en Inglaterra, actuó en público desde la infancia. Completó sus estudios en la Guildhall School of Music and Drama de Londres y el Teatro dell'Opera de Roma, donde hizo su debut operístico en 1972. Casada desde los años sesenta con el compositor italiano, Gian Paolo Chiti, habla inglés, italiano, francés y alemán y actualmente está estudiando árabe. En 2004, el presidente de Italia la honró con el título de "Cavaliere Ufficiale" de la República Italiana.
Patricia Chiti ha escrito y publicado libros y artículos académicos, más de 500 en todo el mundo, sobre la historia de las mujeres en la música, y editó publicaciones de estilo barroco y la música del siglo XVIII. Ha escrito 40 libros y unos 800 artículos eruditos sobre las mujeres como compositoras y creadoras de la cultura musical, ha escrito también la historia de cantantes y familias musicales para las editoriales de Italia, Europa, Asia, Estados Unidos y Latinoamérica así como ha preparado ediciones críticas musicales de obras hechas por mujeres en Italia y en los Estados Unidos. Desde el año 2000, recoge música de segunda mano, libros y CD, y los envían a muchas partes del mundo, especialmente a África, América Latina y Europa del Este.

## Proyectos
Uno de sus proyectos más importantes es "Música para la mente", donde especificó en una de sus entrevistas la finalidad de este proyecto: 

Desde nuestra creación en 1978, hemos mantenido un contacto especial y directo con los músicos y compositores mujeres de países en desarrollo y en los que están en guerra. La mayoría son de enseñanza musical en las escuelas, conservatorios, academias y universidades, pero no puede permitirse el lujo de comprar música, materiales didácticos, grabaciones e instrumentos.

La que es sin duda su aportación más importante al campo de la musicología es la fundación que creó con su nombre, la llamada: Internacional Adkins Chiti (La Fundación de Mujeres en la Música). Esta fundación fue fundada en los años noventa para organizar festivales, ciclos de conciertos, exposiciones, proyectos de investigación, publicaciones, congresos y clases magistrales. La Fundación es una organización cultural italiana, que rige sobre los papel de los Institutos de Cultura, mediante acuerdos culturales suscritos por el Ministerio de Relaciones Exteriores italiano. También es miembro del Consejo Internacional de la UNESCO de Música y del Consejo Europeo de la Música, y es reconocida internacionalmente por sus actividades en pro de la igualdad de oportunidades en el sector cultural.
La Fundación de Mujeres en la Música contiene a personalidades como: los miembros del Comité de Honor Internacional de las asociaciones nacionales, compositores, musicólogos y mujeres distinguidas, junto con una red de músicos en 116 países. Esto da visibilidad, garantías y sostiene la investigación en relación con la producción artística histórica, fomenta la creatividad contemporánea y la diversidad musical y cultural de las mujeres compositoras.
La Fundación suscribe también proyectos para sacar a la luz mujeres compositoras del pasado (por ejemplo las Celebraciones por la Compositora Sor Isabella Leonarda dentro de la Basílica de San Pedro, o el nuevo libro de María Rosa Cocía), y estimular la nueva investigación musicológica (por ejemplo el libro preparado sobre las mujeres músicos de Cuba por la organización afiliada “Mujeres en la Música Bela Cuba”). 
Patricia Adkins Chiti dirige proyectos de investigación en musicología en Italia y en el extranjero (Filipinas, Argentina, Azerbaiyán, Uruguay, Suecia) y fue nombrada asesora en la Cultural Policies for Women así como directora y coordinadora para la transnacional European Commission Research Projects. En 2005 es la responsable del proyecto titulado “Women and Media in Europe”. Durante el Congreso Mundial para la Política del Desarrollo de la UNESCO, Estocolmo 1998, presentó cláusulas que tenían que ver con mujeres y niños los cuales formaban parte del documento final. En 2003, invitada por la IMC/UNESCO, presentó un documento sobre la Diversidad Cultural y Musical de las Mujeres de Montevideo, mientras que en 2001, el gobierno sueco la nombró Presidente de la sección musical para la Conferencia Intergubernamental en Visby en el Estado de las Artes en Europa. En 2005 inició el Primer Master sobre las mujeres en la Música. En 2004 el Consejo Internacional de la Música de la UNESCO la invitó para erigir una “Celebración para las Mujeres en la Música” para el Forum Mundial de la Música.   

## Actualmente
En los últimos años, sus actividades incluyen la producción de una ópera para las celebraciones, Internacional Mozart en Viena, la publicación de volúmenes académicos, incluyendo un libro sobre la historia de las mujeres en el jazz, una historia de las mujeres en el Mediterráneo. La organización también ha publicado más de 50 libros sobre la historia de las mujeres como compositores, en inglés, italiano y árabe.
Patricia Chiti es una partidaria del Parlamento Europeo que acaba de aprobar una ley que prevé la Igualdad de Oportunidades para las Mujeres en las Artes y la Cultura. Desde 1980 dirige festivales, series de conciertos y simposios en Italia y en el extranjero y también trabaja estrechamente como experta en política cultural con los gobiernos y con las universidades en Europa, USA y Asia. Fue miembro de la Comisión Italiana a favor de la Igualdad de Oportunidades cuando en marzo de 1988, con una invitación del director general de la UNESCO, presentó sus propias propuestas a favor de las mujeres en la Conferencia del Mundo Intergubernamental para la Política Cultural a favor del Desarrollo (The World Intergovernmental Conference for Cultural Policies for Development).
Ahora es Presidenta de la International Adkins Chiti: Fundación de las Mujeres en la Música. En la actualidad, está supervisando la recolección de materiales para el Conservatorio en el terremoto de L'Aquila.